# Marianne von Werefkin
Marianne von Werefkin (oroszul: Марианна Владимировна Верёвкина) (Tula, 1860. szeptember 10. – Ascona, 1938. február 6.) orosz expresszionista festőnő.

## Pályafutása
Apja, moszkvai nemesi család sarja, a Tulában állomásozó Jekatyerinburgi ezred parancsnoka volt. Édesanyja előkelő kozák családból származott és ikonfestéssel foglalkozott. A tehetségesen rajzoló Marianne 1874-től akadémikus rajzoktatásban részesült. 1880-ban Ilja Jefimovics Repin magántanítványa lett, 1883-tól Illarion Mihajlovics Prjanyisnyikovnál tanult Moszkvában és Vlagyimir Szergejevics Szolovjov vallásfilozófus előadásait hallgatta.
1886-ban Szentpétervárra költöztek, mert apját a Péter-Pál-erőd parancsnokává nevezték ki. Az erődben tágas műterem állt rendelkezésére. 1888-ban vadászat közben véletlenül átlőtte jobb kezét. Hosszadalmas gyógyulás után középső ujja csonk maradt, de kitartással, speciális rajz- és festőeszközök segítségével újra tudott festeni. A baleset előtt a realizmus jellemezte festészetét. Képeiből csak néhány maradt meg, illetve fényképek őrzik alkotásait. 1890 után a plein air felé fordult, amit impresszionista vonásokkal gazdagított.
1892-ben kezdődött kapcsolata Alekszej Georgijevics Javlenszkijjel. 1896-ban, apja halála után Münchenbe költöztek az akkor tizenegy éves Helene Nesnakomoff szolgálólánnyal. Werefkin apja után jelentős összegű cári nyugdíjban részesült, ami biztosította megélhetésüket. Jawlensky Anton Ažbe festőiskolájában tanult, Werefkin tíz évig nem festett, hogy ne legyen vetélytársa Javlenszkijnek. Szalont tartott München Schwabing kerületében, és ott született a Neue Künstlervereinigung München (Lukács Testvérek Egyesülete) és a Der Blaue Reiter megalapításának gondolata.
1902-ben Helene Nesnakomoff gyermeket várt Javlenszkijtől. A terhességet titokban tartották Németországban, Andreas fia a ma Lettországhoz tartozó Preiļiben jött a világra. Ez követően valamennyien visszatértek Münchenbe, és 1921-ig együtt élt a kibővült „család”.
1906-ban Werefkin Marseille-ben nyaralt és ott, a Földközi-tenger partján kezdett el újra festeni. 1907-ben készültek első expresszionista festményei. Vincent van Gogh, Paul Gauguin foltfestészete, Louis Anquetin, Henri de Toulouse-Lautrec valamint a Nabis gondolatvilága hatottak rá.
1914-ben kitört az első világháború. 24 óra alatt el kellett hagyniuk Németországot, és Svájcban telepedtek le. 1921-ben befejeződött kapcsolata Javlenszkijjel, aki Wiesbadenba ment és 1922-ben feleségül vette Helenét, fiának anyját.

## Galéria

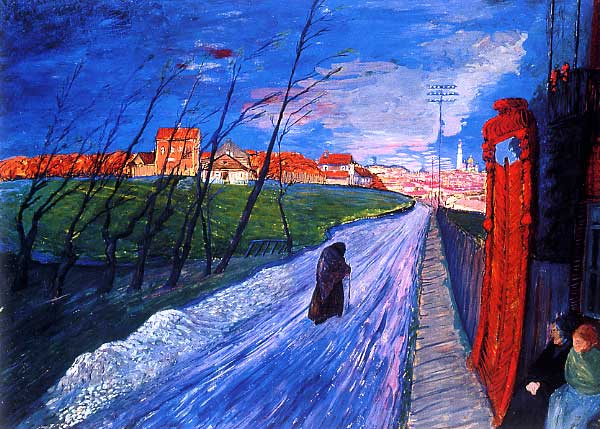
Város Litvániában
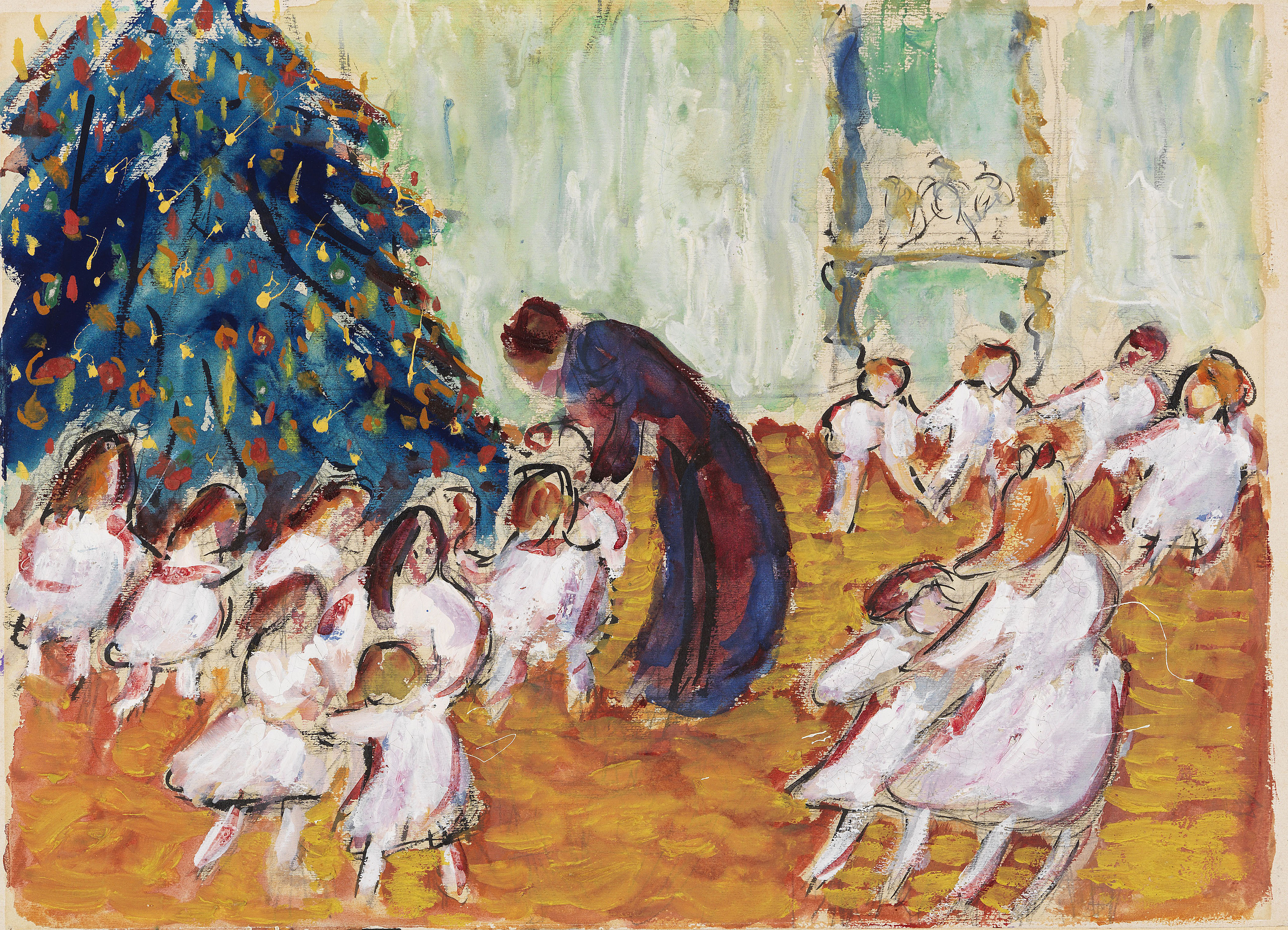
Karácsonyfa
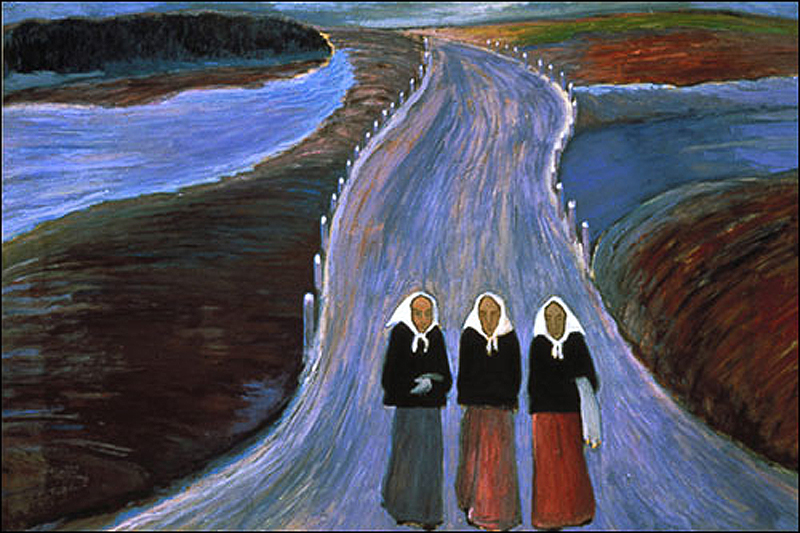
Vidéki út
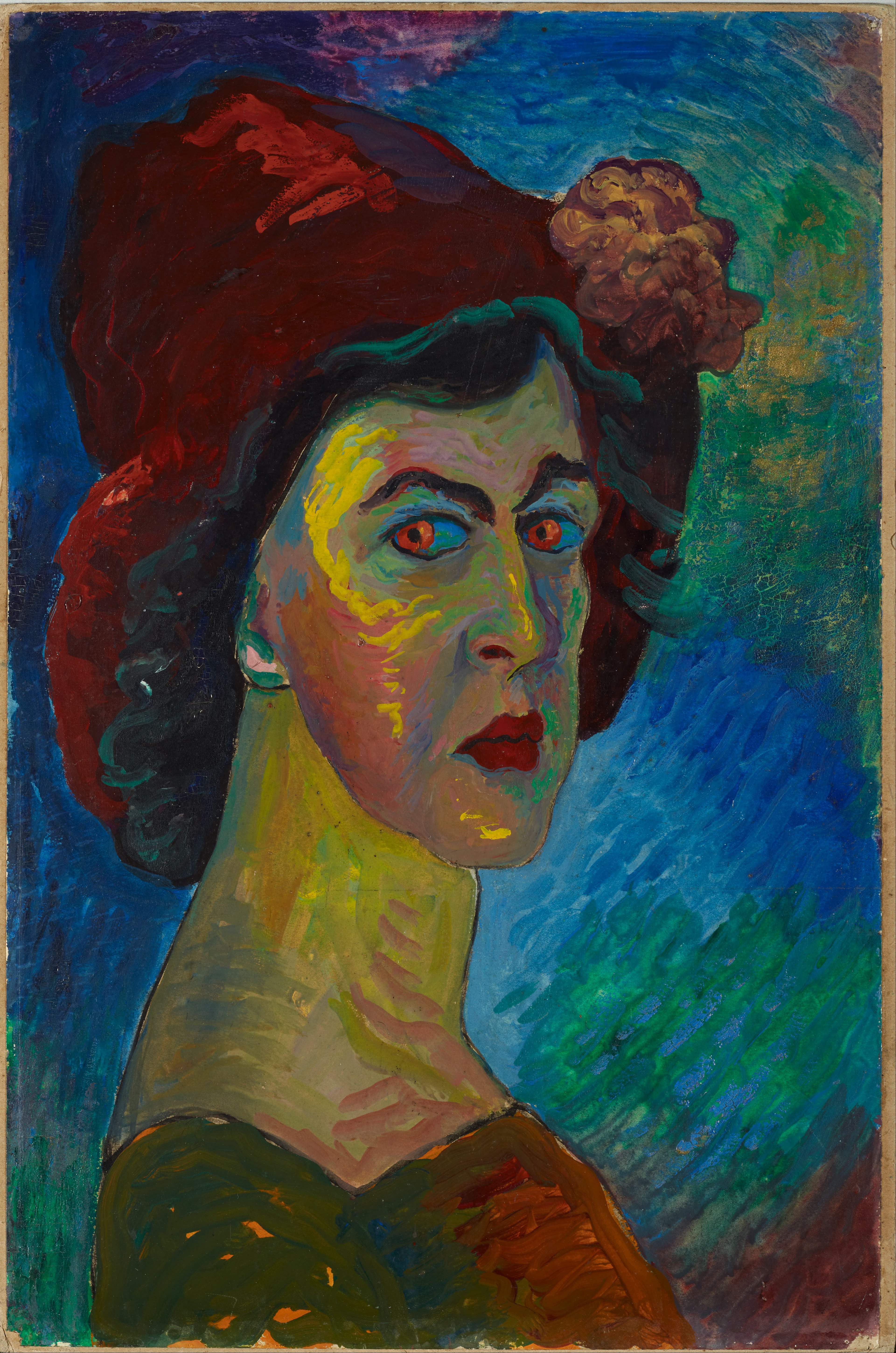
Önarckép
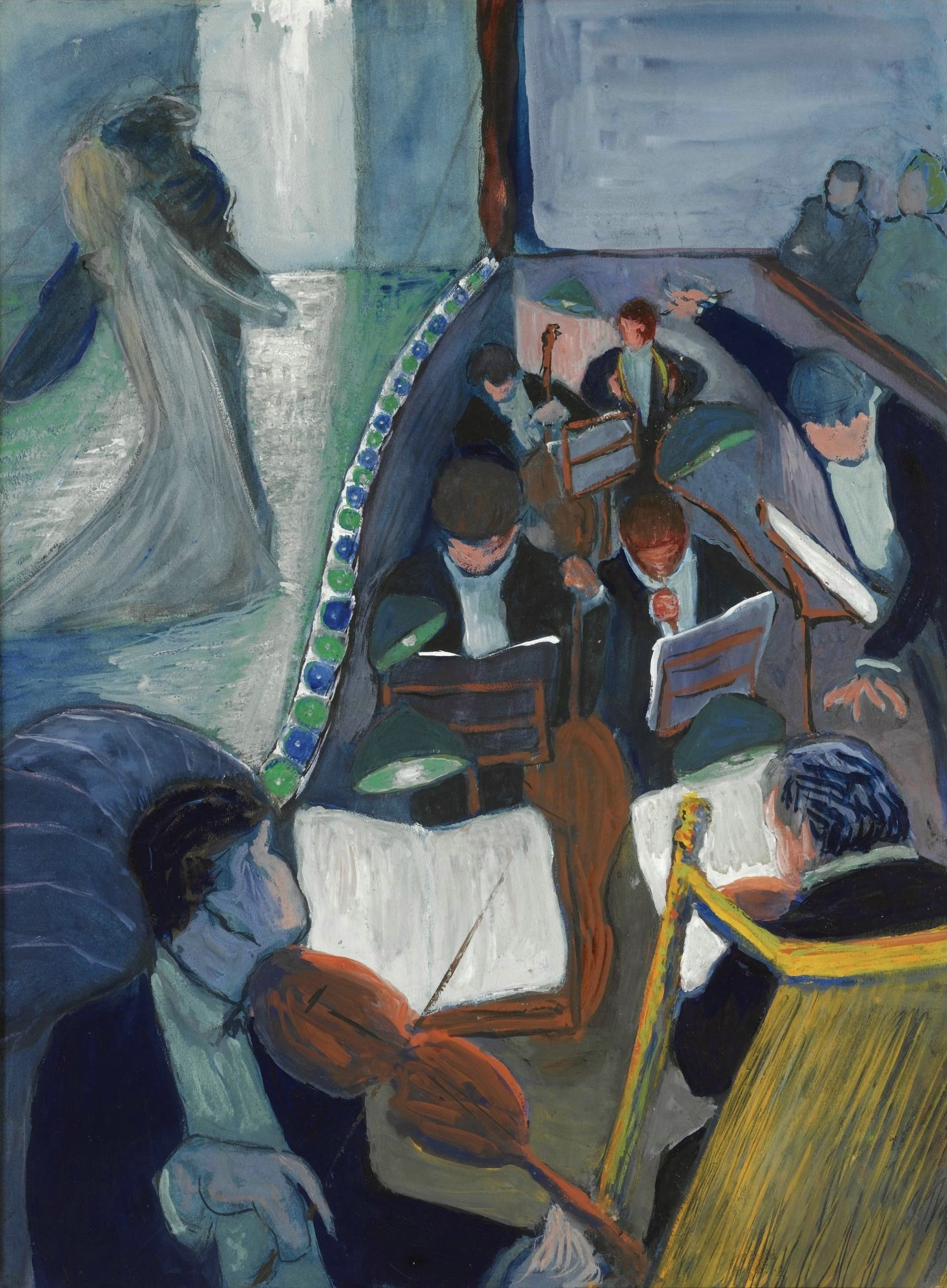
Színházban
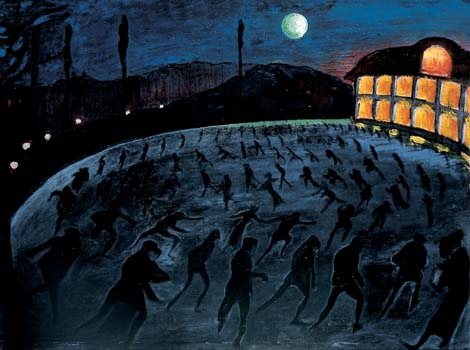
Korcsolyázók
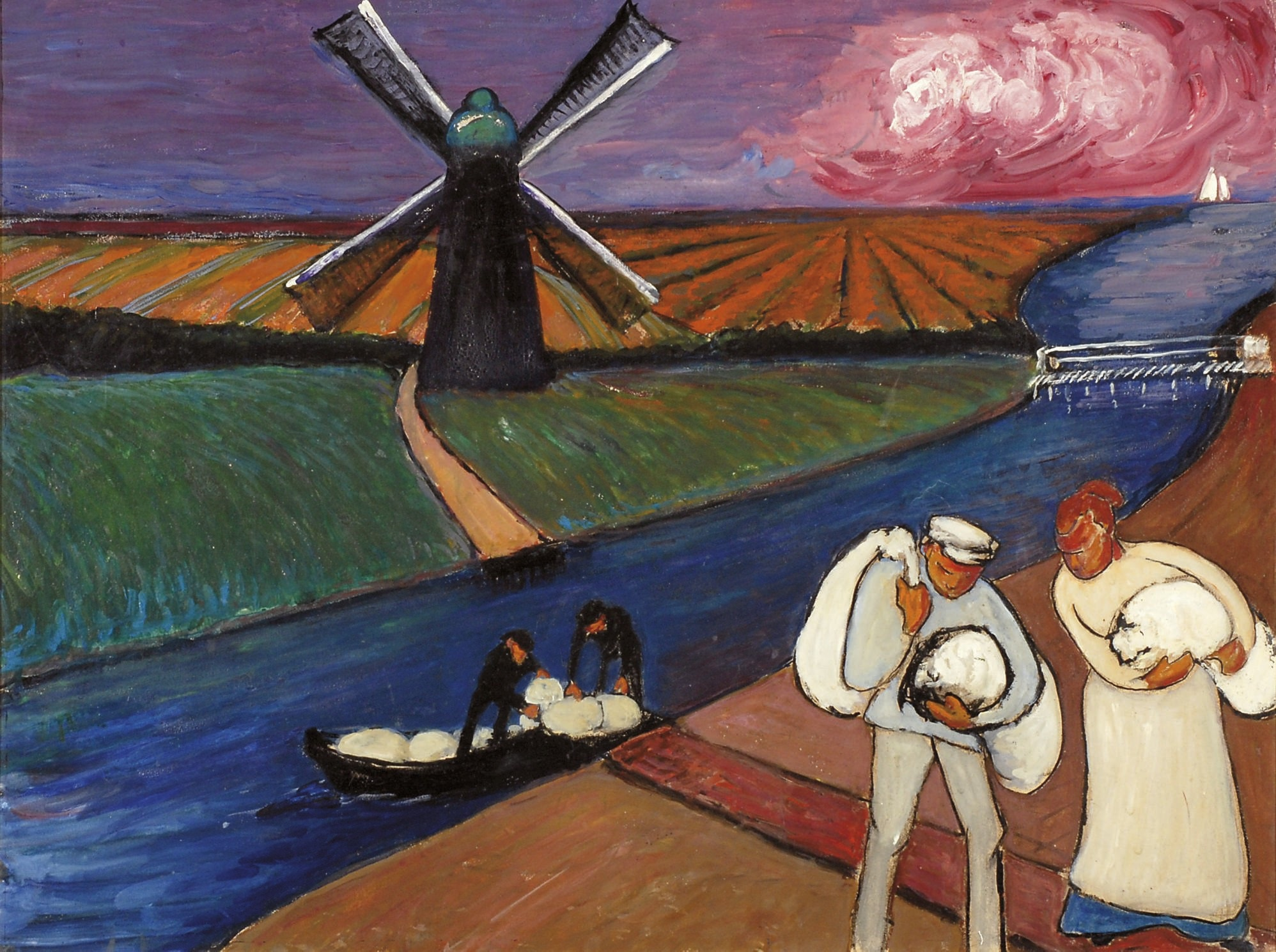
Styx
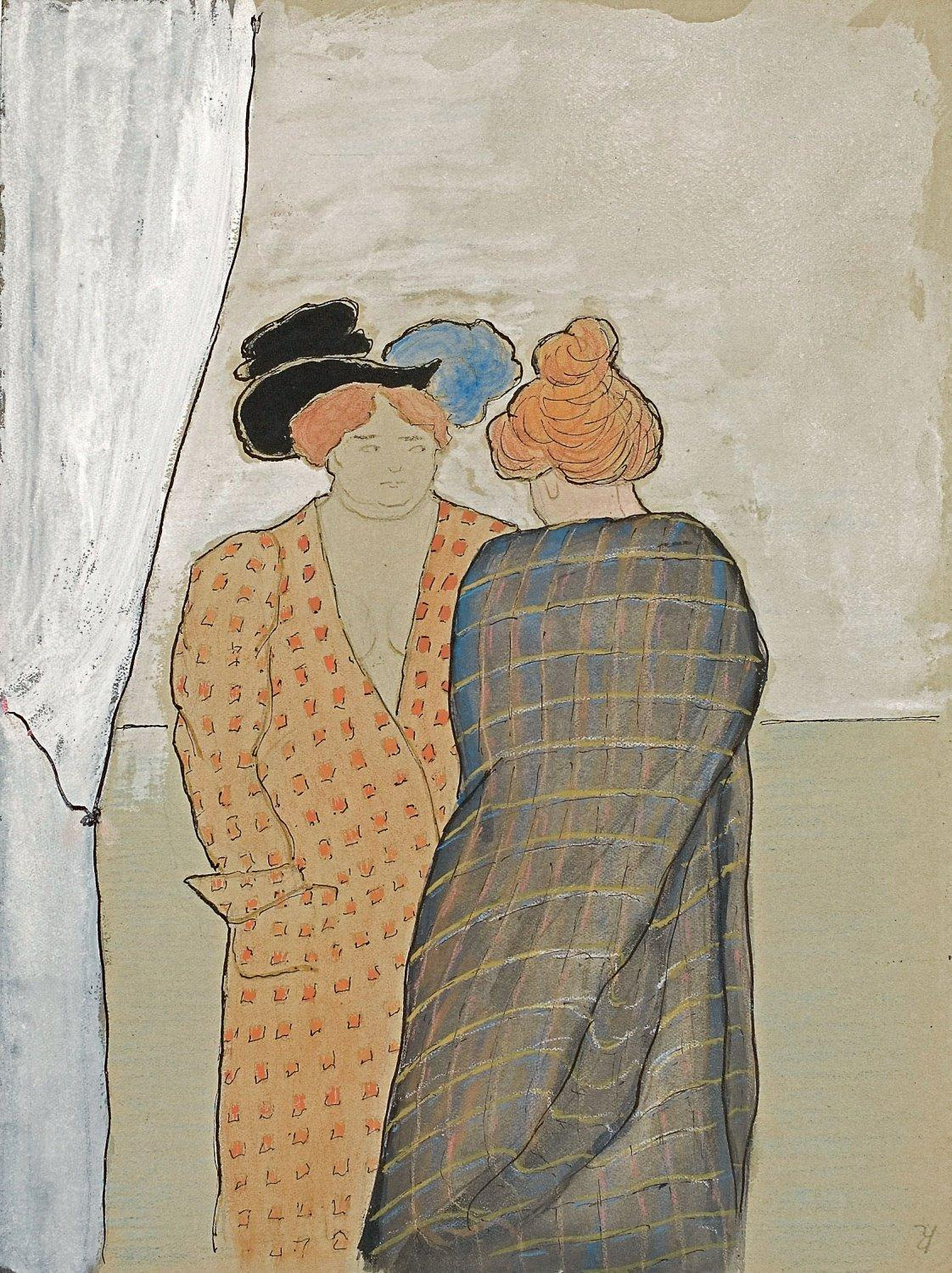
Asszonyok
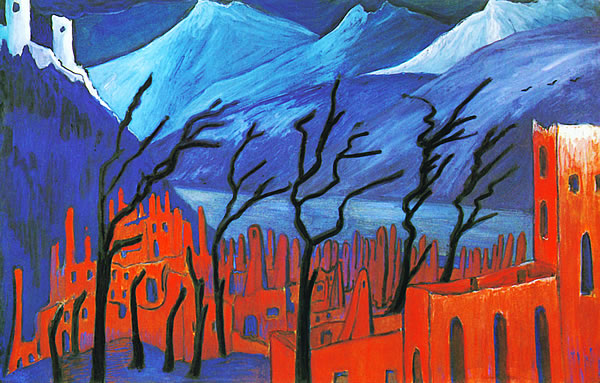
Vörös város